# Güesa
Güesa (baskijski: Gorza) – gmina w Hiszpanii, w Nawarze, o powierzchni 26,59 km². W 2011 roku gmina liczyła 51 mieszkańców.